# Діллінджер мертвий
«Діллінджер мертвий» (італ. Dillinger è morto) — драматичний фільм італійського режисера, сценариста, письменника та актора Марко Феррері, знятий у 1969 році.
Світова прем'єра стрічки відбулася 23 січня 1969 року в Італії.

## Сюжет
Головний герой фільму — інженер-хімік Ґлаучо. Він повертається з роботи додому і застає дружину в ліжку; в неї болить голова. На кухні його чекає вже холодна вечеря. Незадоволений Ґлаучо вирішує сам приготувати собі їжу. У процесі пошуку інгредієнтів для майбутньої страви він знаходить старий револьвер, загорнутий у газету середини 1930-х років із заголовком «Диллінджер мертвий» і статтею про загибель одіозного американського гангстера. Ґлаучо чистить револьвер і фарбує його в червоний колір з білими горошками. Потім він їсть приготовану вечерю, дивиться телевізор і грається зі зброєю, зображуючи самогубство. На світанку він знаходить новій іграшці інше застосування.

## У ролях
- Мішель Пікколі — Ґлаучо
- Аніта Палленберґ — Джинетт (дружина Ґлаучо)
- Джино Лаваджетто — Марінайо
- Маріо Янніллі — Капітан
- Кароль Андре — Власниця яхти
- Анні Жирардо — Сабін (покоївка)

## Нагороди
Загалом стрічка отримала 2 нагороди, зокрема:
- Венеційський кінофестиваль (1970)
  - Найкращий оригінальний сценарій (Марко Феррері та Серджіо Баціні)
- Італійський національний синдикат кіножурналістів (1970)
  - «Срібна стрічка» за найкращий оригінальний сценарій (Марко Феррері та Серджіо Баціні)

## Номінації
Загалом стрічка отримала 1 номінацію, зокрема:
- Каннський кінофестиваль (1969)
  - Спеціальний Ґран-прі журі

## Цікаві факти
- Це перший з шести фільмів, над яким Феррері та Пікколі працювали разом
- Окрім сценарію, Марко Феррері дав Мішелю Пікколі лише кілька простих інструкцій і дозволив акторові імпровізувати під час роботи над фільмом
- Кінострічку було відзнято на квартирі італійського поп-художника Маріо Шифано, тож декотрі з робіт митця можна розгледіти на задньому плані